# Lucha Underground/Besetzung
Diese Darstellerliste listet das gesamte Personal der Wrestling-Show Lucha Underground auf. Dieses besteht neben den Wrestlern auch aus Ringsprechern, Schiedsrichtern, Darstellern und den sogenannten „Managern“. 

## Derzeitige Wrestler
Nicht von allen Wrestlern sind die richtigen Namen bekannt, da sich die Serie am mexikanischen Lucha-Libre-Stil orientiert und die Mystifizierung über die Masken dort eine entscheidende Rolle spielt. Die Wrestler treten teilweise unter anderem Ringnamen und anderer Maskierung auf, daher wurden auch andere Ringnamen, soweit vorhanden, ergänzt.

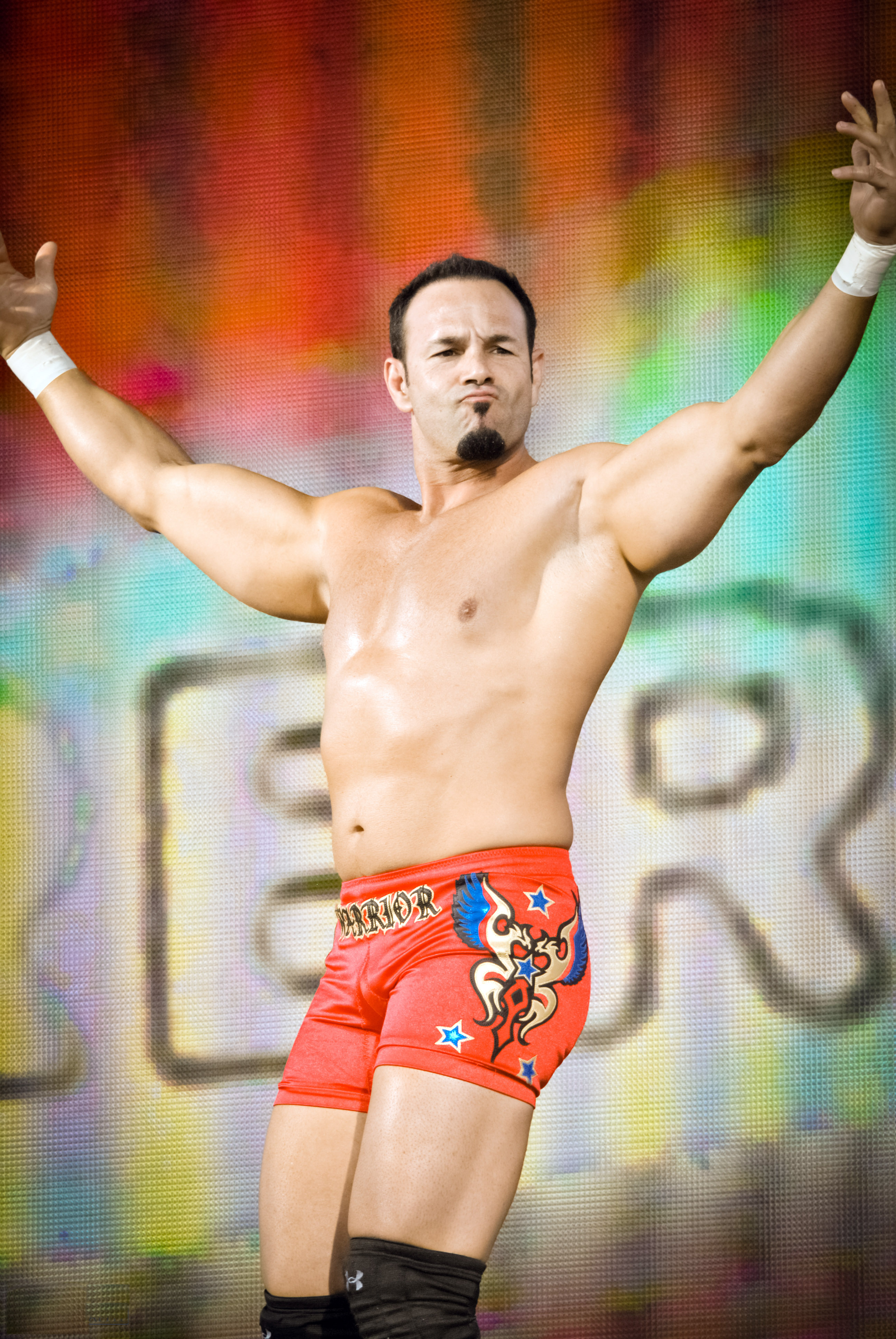
Chavo Guerrero Jr.

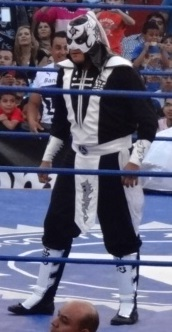
Pentagon Dark

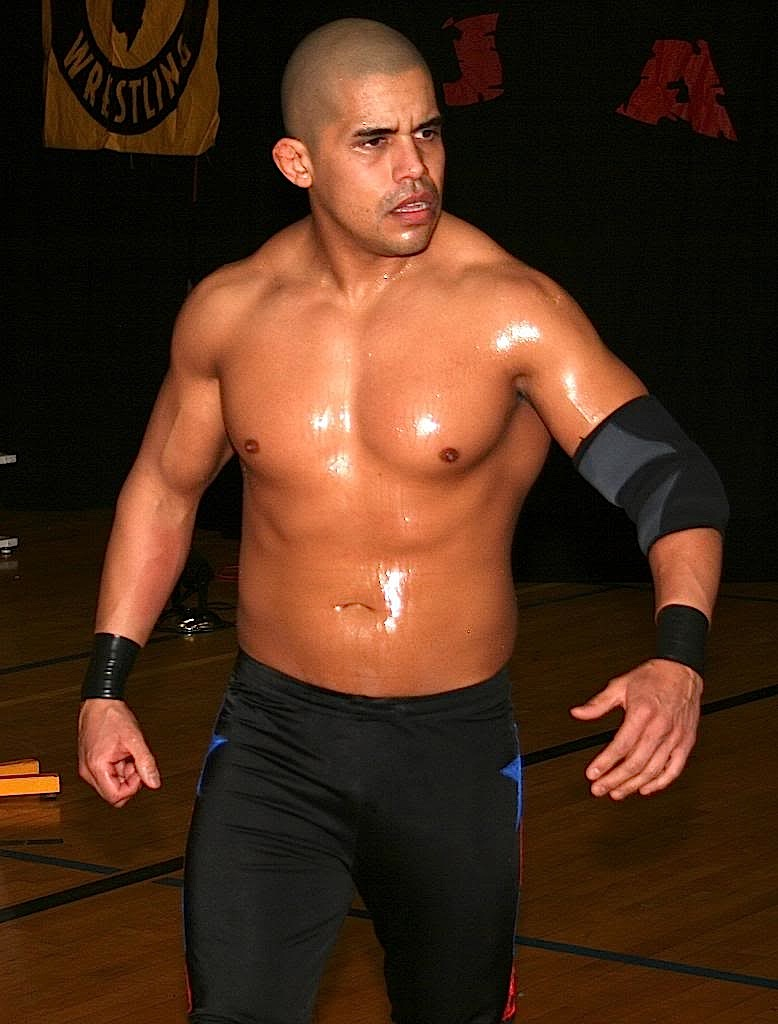
Cortez Castro

Männliche Wrestler
| Ringname               | Wirklicher Name        | SE     | Herkunftsliga | anderer Ringname     | Anmerkungen                                                                            |
| ---------------------- | ---------------------- | ------ | ------------- | -------------------- | -------------------------------------------------------------------------------------- |
| Aero Star              | unbekannt              | S01E10 | AAA           |                      |                                                                                        |
| Angélico               | Adam Bridle            | S01E10 | AAA/WWP       |                      |                                                                                        |
| Argenis                | unbekannt              | S01E10 | AAA           |                      |                                                                                        |
| Bengala                | Ricardo Fuentes Romero | S01E31 | AAA           | Ricky Marvin         | früher auch Mushiking Joker                                                            |
| Cage                   | Brian Button           | S01E10 | PWG           | Brian Cage           | früher auch Chris Logan                                                                |
| Chavo Guerrero Jr.     | Salvador Guerrero IV   | S01E01 | AAA           |                      | ex-WWE- und WCW-Wrestler, auch Koproduzent                                             |
| Cortez Castro          | Rick Diaz              | S01E02 | WWC           | Rick Reyes           |                                                                                        |
| Daga                   | Miguel Ángel Olivo     | S02E12 | AAA           |                      |                                                                                        |
| Dante Fox              | Thomas Ballester       | S03    | diverse       |                      | aktueller Lucha Underground Trios Champion                                             |
| DelAvar Daivari        | Dara Daivari           | S01E26 | derzeit keine |                      | ex-WWE-, TNA- und ROH-Wrestler                                                         |
| Drago                  | Víctor Flores          | S01E03 | AAA           | Alan                 |                                                                                        |
| Dragon Azteca Jr.      | unbekannt              | S02E09 | diverse       | Rey Horus            | wurde bereits in Staffel 1 als Schüler des später ermordeten Dragon Azteca vorgestellt |
| Dr. Wagner Jr.         | Manuel Hernández       | S02E24 | derzeit keine |                      |                                                                                        |
| Famous B               | Brian Winbush          | S01E06 | FCW           |                      |                                                                                        |
| Fénix                  | unbekannt              | S01E22 | AAA           |                      |                                                                                        |
| Jack Evans             | Jack Miller            | S01E27 | AAA           |                      |                                                                                        |
| Joey Ryan              | Joseph Meehan          | S02E04 | derzeit keine |                      |                                                                                        |
| Johnny Mundo           | John Hennigan          | S01E01 | derzeit keine | John Morrison        | ex-WWE_Wrestler                                                                        |
| Killshot               | Shane Strickland       | S01E21 | CZW           | Shane Strickland     | derzeitiger Lucha Underground Trios Champion                                           |
| King Cuerno            | unbekannt              | S01E04 | AAA           | El Hijo del Fantasma |                                                                                        |
| The Mack               | Willie McClinton Jr.   | S01E27 | PWG/CWFH      | Willie Mack          | derzeitiger Lucha Underground Trios Champion                                           |
| Marty Martinez         | Martin Casaus          | S01E28 | derzeit keine |                      | ex-WWE Tough Enough                                                                    |
| Mascarita Sagrada      | unbekannt              | S01E03 | keine         |                      | Sammelpseudonym                                                                        |
| Matanza Cueto          | Jeffrey Cobb           | S02E09 | PWG           |                      | Auftritte schon in erster Staffel, ursprünglich Ringer                                 |
| Mil Muertes            | Gilbert Cosme          | S01E02 | derzeit keine | Ricky Banderas       | auch bekannt als El Mesías                                                             |
| Night Claw             | unbekannt              | S02E25 | AAA           | Flamita              |                                                                                        |
| Pentagón Dark          | unbekannt              | S01E21 | AAA           | Pentagón Jr.         | derzeitiger Lucha Underground Champion                                                 |
| Pimpinela Escarlata    | Mario Lozano           | S01E06 | AAA           |                      |                                                                                        |
| PJ Black               | Paul Lloyd Jr.         | S02E02 | derzeit keine | Justin Gabriel       | ex-WWE und ex-TNA                                                                      |
| Ricky Mandel           | Richard Mathey         | S01E03 | CWH           |                      |                                                                                        |
| Siniestro de la Muerte | Clemente Hernández     | S02E02 | diverse       | Mariachi Loco        |                                                                                        |
| Son of Havoc           | Matthew Capiccioni     | S01E01 | derzeit keine | Matt Cross           | ex-WWE Tough Enough                                                                    |
| Super Fly              | Erick Muñoz            | S01E07 | AAA           |                      |                                                                                        |
| Texano                 | Juan Aguilar Leos      | S01E15 | AAA           | El Texano Jr.        |                                                                                        |

### Weibliche Wrestler

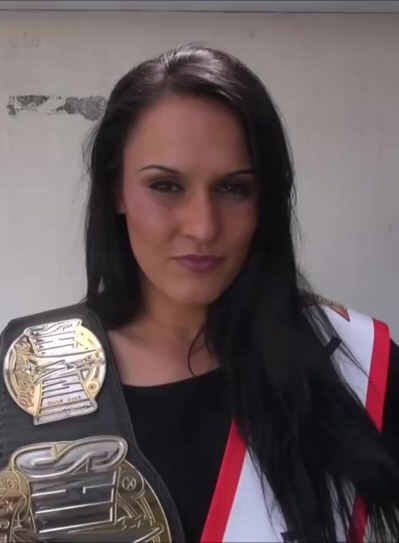
Mariposa

| Ringname    | Wirklicher Name   | SE     | Herkunftsliga | anderer Ringname     | Anmerkungen                                        |
| ----------- | ----------------- | ------ | ------------- | -------------------- | -------------------------------------------------- |
| Black Lotus | Angela Fong       | S0105  | derzeit keine | Savannah             | ex-WWE, stellt einen Bodyguard von Dario Cueto dar |
| Ivelisse    | Ivelisse Vélez    | S01E02 | derzeit keine | Sofia Cortez         | ex-WWE-NXT                                         |
| Kobra Moon  | Melissa Cervantes | S02E03 | diverse       | Thunder Rosa         |                                                    |
| Mariposa    | Melissa Anderson  | S02E10 | diverse       | Cheerleader Mariposa | ex-TNA                                             |
| Sexy Star   | Rivas Dulce       | S01E01 | AAA           | Dulce Poly           |                                                    |
| Taya        | Kira Forster      | S02E07 | AAA           | Taya Valkyrie        |                                                    |

### Ehemalige Wrestler
| Ringname          | Wirklicher Name        | SE     | aktiv     | Heutige Liga  | anderer Ringname                                              | Anmerkungen              |
| ----------------- | ---------------------- | ------ | --------- | ------------- | ------------------------------------------------------------- | ------------------------ |
| Alberto El Patrón | José Alberto Rodríguez | S01E17 | 2015      | WWE           | Alberto Del Rio                                               | kehrte zur WWE zurück    |
| Bael              | Benito Cuntapay        | S01E19 | 2014–2015 | CZW           | B-Boy                                                         | von Matanza getötet      |
| Bengala           | Ricardo Fuentes Romero | S01E31 | 2015–2016 | AAA           | Ricky Marvin                                                  |                          |
| Big Ryck          | Rycklon Stephens       | S01E02 | 2014–2015 | diverse       | Ezekiel Jackson                                               | wurde getötet            |
| Blue Demon Jr.    | unbekannt              | S01E02 | 2014–2015 | AAA           |                                                               |                          |
| Dragón Azteca     | unbekannt              | S01E01 | 2014–2015 | inaktiv       |                                                               | in der Storyline getötet |
| Hernandez         | Shawn Hernandez        | S01E20 | 2014–2015 | TASW          |                                                               |                          |
| Konnan            | Charles Ashenoff       | S01E07 | 2014–2015 | inaktiv       | ex-WCW                                                        |                          |
| Melina            | Melina Perez           | S01E39 | 2015      | diverse       | ex-WWE, nur Gaststar                                          |                          |
| MVP               | Alvin Burke Jr.        |        | 2016      | derzeit keine | angekündigt, aber wegen Vertragsverletzungen wieder entlassen |                          |

### Weitere Rollen

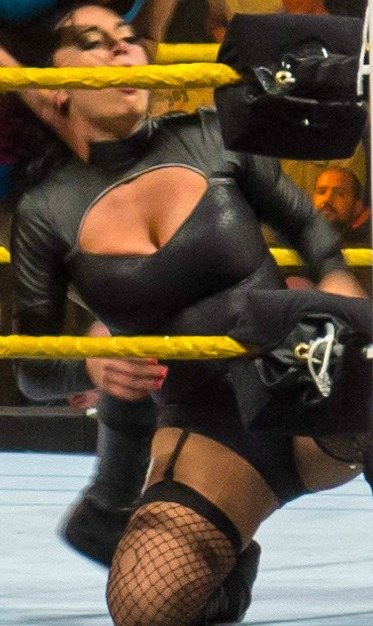
Catrina

| Rollenname                 | Wirklicher Name    | Rolle                          | Anmerkungen                   |
| -------------------------- | ------------------ | ------------------------------ | ----------------------------- |
| The Beautiful Brenda       | Holly Meowy        | Ringbegleitung von Famous B    |                               |
| Catrina                    | Karlee Perez       | Ringbegleitung von Mil Muertes | in der WWE als Maxine bekannt |
| Dario Cueto                | Luis Fernandez-Gil | Leiter des Tempels             |                               |
| LA City Councilman Delgado | Lorenzo Lamas      | Stadtrat von Los Angeles       |                               |
| LAPD Captain Vasquez       | Carmen Perez       | Polizeichefin von Los Angeles  |                               |

## Moderatoren und Kommentatoren

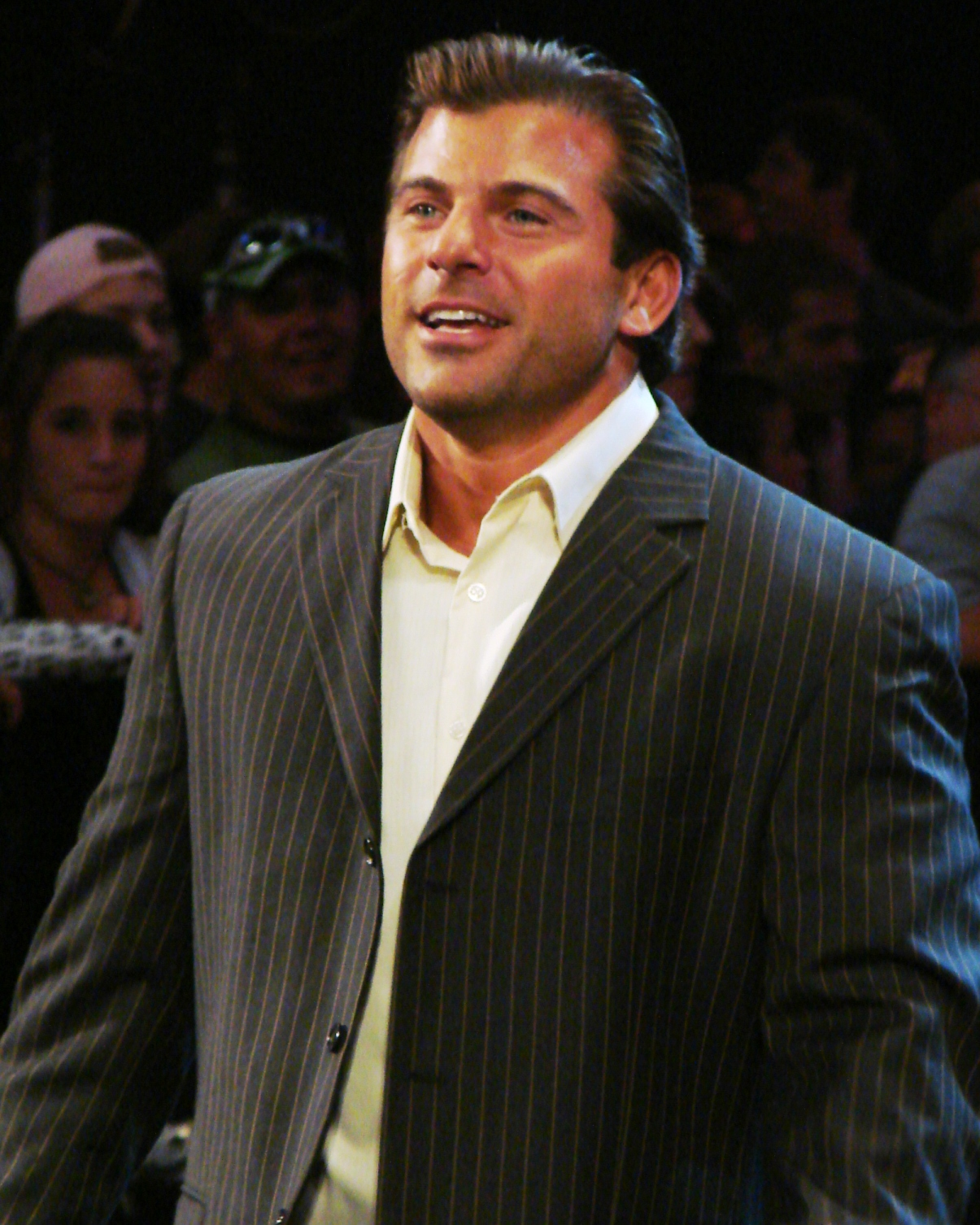
Matt Striker

| Rollenname        | Wirklicher Name   | Rolle                                    | Anmerkungen                                             |
| ----------------- | ----------------- | ---------------------------------------- | ------------------------------------------------------- |
| Melissa Santos    | Melissa Santos    | Ringsprecherin                           |                                                         |
| Hugo Savinovich   | Hugo Savinovich   | Spanischer Kommentator                   | ex-WWE                                                  |
| Matt Striker      | Matthew Kaye      | Englischer Kommentator                   | auch für die AAA tätig, ex-WWE-Wrestler und Kommentator |
| Vampiro           | Ian Hodgkinson    | Englischer und spanischer Mitkommentator | ex-WCW-Wrestler                                         |
| Nadir Mohammedi   | Nadir Mohammedi   | Französischer Kommentator                |                                                         |
| Stéphane Thirioni | Stéphane Thirioni | Französischer Kommentator                |                                                         |
| Günter Zapf       | Günter Zapf       | Deutscher Kommentator                    | ehemaliger WWE-Kommentator                              |
| Mike Ritter       | Michael Ritter    | Deutscher Kommentator                    | ehemaliger WCW- und TNA-Kommentator                     |

## Schiedsrichter
| Rollenname    | Wirklicher Name  | Rolle               | Anmerkungen |
| ------------- | ---------------- | ------------------- | ----------- |
| Justin Borden | Justin Borden    |                     |             |
| Marty Elias   | Martin Rubalcaba | Hauptschiedsrichter |             |
| Rick Knox     | Richard Knox     |                     |             |